# Marian Jaworski
Marian Franciszek Jaworski (Oekraïens: Мар'ян Францішек Яворський) (Lwów, 21 augustus 1926 – Krakau, 5 september 2020) was een Pools geestelijke en kardinaal van de Rooms-Katholieke Kerk.
Jaworski werd op 25 juni 1950 priester gewijd voor het Poolse bisdom Krakau. Op 21 mei 1984 werd hij benoemd tot diocesaan administrator van Lviv en tot titulair bisschop van Lambaesis; zijn bisschopswijding vond plaats op 23 juni 1984. Op 16 januari 1991 volgde zijn benoeming tot aartsbisschop van Lviv. Dit bleef hij tot zijn emeritaat op 21 oktober 2008.
In 1998 werd Jaworski kardinaal-in pectore; zijn naam werd niet bekendgemaakt op het consistorie van 21 februari 1998. Waarschijnlijk wilde de paus nog even afwachten hoe de politieke situatie in de toen nog jonge republiek Oekraïne zich zou ontwikkelen. Drie jaar later werd Jaworski's kardinalaat bekendgemaakt aan de wereld. Op het consistorie van 21 februari 2001 ontving hij de rode bonnet en kreeg hij de titelkerk San Sisto toegewezen.

## Trivia
Marian Jaworski was een van de vier kardinalen die tijdens het pontificaat van paus Johannes Paulus II in pectore werden benoemd.
- Bibliothèque nationale de France: cb12102047r (data)
- Gemeinsame Normdatei: 124579647
- International Standard Name Identifier: 0000 0001 1050 2344
- Library of Congress Control Number: n83006367
- Nationale Bibliotheek van Israël: 987007273822105171
- Nationale Bibliotheek van Polen: a0000001899980
- Nederlandse Thesaurus van Auteursnamen: 135768926
- Réseau des bibliothèques de Suisse occidentale: 02-A018550567
- Virtual International Authority File: 30474488
- WorldCat: E39PBJfWW6fCWYXRDk4hHJjcT3